# 薬指
薬指（くすりゆび）は、上肢の五指の外側から4番目にある指。

## 概説
長さは人差し指とほぼ同じかやや短い程度の人が多いが、薬指のほうがわずかに長い人もいる。このケースはどちらかというと男性に多い。一般的に5指の中でもっとも動かしにくく、薬指だけを独立して動かしたり立てたりできる人は稀である。これは薬指の腱が両隣の指の腱と繋がっているためであり、異常ではない。
婚約指輪は右手の、結婚指輪は左手の薬指に着用することが多い。

## 名称
昔、薬を水に溶かす際や塗る際にこの指を使ったことに由来していると言われる説、薬師如来が右の第四指を曲げている事に由来するという説がある。
和語ではお姉さん指、薬師（くすし）指、医者指といった、薬と関連する用例の他、用例としては新しい紅差し指（紅付け指）、用例としては最も古い名無し指（漢語では無名指との呼び方がある。）がある。方言の分布状況としては西日本で紅差し指系の用例が多く、東日本では薬指系の用例が多い。
薬指の名称が薬師如来の印相に由来するという説では、第四指が薬指と呼ばれるようになった以降、呼び名からこの指で薬を塗るなどの俗習が広まったとする。
医学用語では第四指、薬指（やくし）、環指がある。
英語ではring finger。third fingerともいうがこれは親指を指に含めない数え方である。